# Годе (город)
Годе (амх. ጎዴ, сомал. Godey) — город на юго-востоке Эфиопии, в регионе Сомали. Входит в состав зоны Годе.

## История
Во время Войны за Огаден (1977—1978 годов) город находился под оккупацией сомалийских войск.
В период с 1992 по 1994 годы Годе выполнял функцию административного центра региона Сомали.

## Географическое положение
Город находится в южной части региона, на левом берегу реки Уэби-Шабелле, на высоте 249 метров над уровнем моря.
Годе расположен на расстоянии приблизительно 385 километров к юго-юго-востоку (SSE) от Джиджиги, административного центра региона, и на расстоянии приблизительно 615 километров к юго-востоку от Аддис-Абебы, столицы страны.

## Климат
| Показатель                    | Янв. | Фев. | Март | Апр. | Май  | Июнь | Июль | Авг. | Сен. | Окт. | Нояб. | Дек. | Год  |
| ----------------------------- | ---- | ---- | ---- | ---- | ---- | ---- | ---- | ---- | ---- | ---- | ----- | ---- | ---- |
| Средний суточный максимум, °C | 35,8 | 36,7 | 37,5 | 36,3 | 35   | 34,3 | 33,5 | 33,9 | 35,4 | 34,9 | 34,8  | 35,5 | 35,3 |
| Средняя температура, °C       | 28,3 | 29   | 30,3 | 29,8 | 29,2 | 28,7 | 28,1 | 28,2 | 29,2 | 28,6 | 28    | 27,9 | 28,8 |
| Средний суточный минимум, °C  | 20,9 | 21,4 | 23,1 | 23,4 | 23,4 | 23,1 | 22,7 | 22,5 | 23   | 22,4 | 21,2  | 20,3 | 22,3 |
| Норма осадков, мм             | 0    | 5    | 18   | 102  | 66   | 1    | 0    | 0    | 5    | 73   | 50    | 5    | 325  |
| Источник: Climate-Data.org    |      |      |      |      |      |      |      |      |      |      |       |      |      |

## Население
По данным Центрального статистического агентства Эфиопии на 2005 год население города составляло 68 342 человек, из которых мужчины составляли 57,77 %, женщины — соответственно 42,23 %.
Согласно данным переписи 1994 года численность населения Годе составляла 45 755 человек, из которых мужчины составляли 57 %, женщины — 43 %. В национальном составе населения города того периода преобладали сомалийцы.

## Транспорт
К юго-востоку от города расположен аэропорт (ICAO: HAGO, IATA: GDE).